# Charles-Louis Clérisseau
Charles-Louis Clérisseau (Parijs, op 28 augustus 1721 - Auteuil, 19 januari 1820) was een Franse architect en kunstschilder. Met zijn invloed en aandacht voor de klassieke Romeinse architectuur en de Romeinse ruïnes in Italië en Frankrijk speelde hij een grote rol bij het ontstaan van de neoclassicistische architectuur in de tweede helft van de 18e eeuw. Belangrijke opdrachtgevers van Clérisseau waren onder andere Catharina II van Rusland en Thomas Jefferson.

## Biografie
Clérisseau studeerde aan de Académie Royale d’Architecture in Parijs en was een leerling van de architect Germain Boffrand. In 1746 won hij de Prix de Rome voor zijn ontwerp van een groot herenhuis. Gekoppeld aan de prijs was een studiebeurs om in Rome te studeren aan de Franse Academie in Rome, daar kreeg hij o.a. les van Giovanni Paolo Pannini. Gedurende zijn tijd in Rome raakte hij bevriend met Jérôme Charles Bellicard, Julien David Leroy en Claude Joseph Vernet.
Na zijn studie verbleef Clérisseau nog voor langere tijd in Italië en ontmoette hij onder andere de jonge en ambitieuze architect Robert Adam. Samen werkte ze aan het  documenteren en tekenen van de ruïnes van het paleis van keizer Diocletianus in Split. Een aantal van de tekeningen van Clérisseau zijn gebruikt door Adam in zijn publicatie Ruins of the Palace of the Emperor Diocletian at Spalatro in Dalmatia uit 1764.
Met zijn werken van oude architectonische details, van zowel echte als fictieve Romeinse ruïnes, inspireerde Clérisseau een generatie jonge architectuurstudenten voor wie hij vaak als mentor diende. Een van die studenten was de Belgische architect Laurent-Benoît Dewez.

## Verder lezen
- (en)  Thomas McCormick, Charles-Louis Clérisseau and the Genesis of Neoclassicism. Architectural History Foundation Books, 1991 ISBN 9780262132626

## Galerij

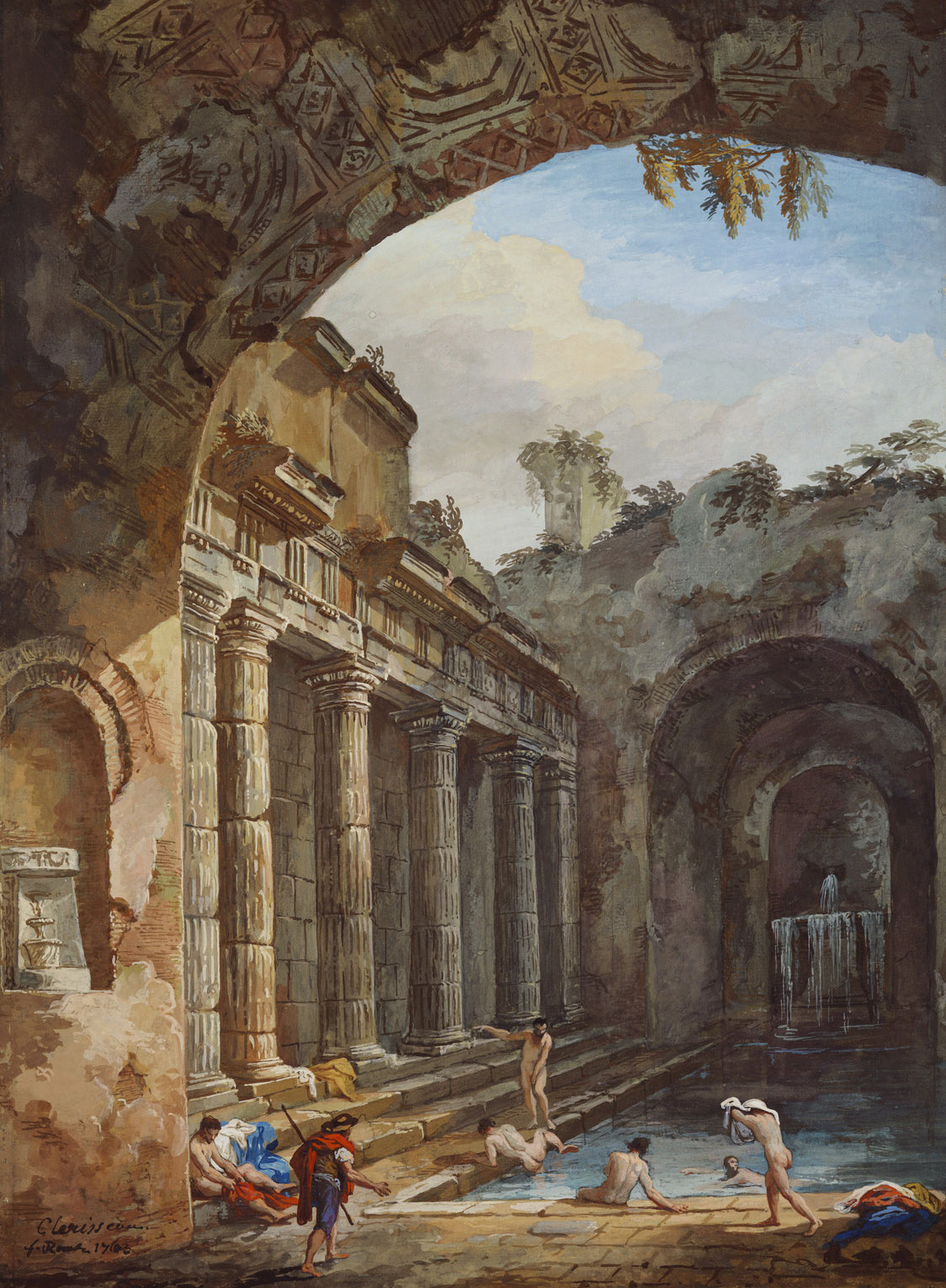
Ruïne van een Romeins badhuis (1763)
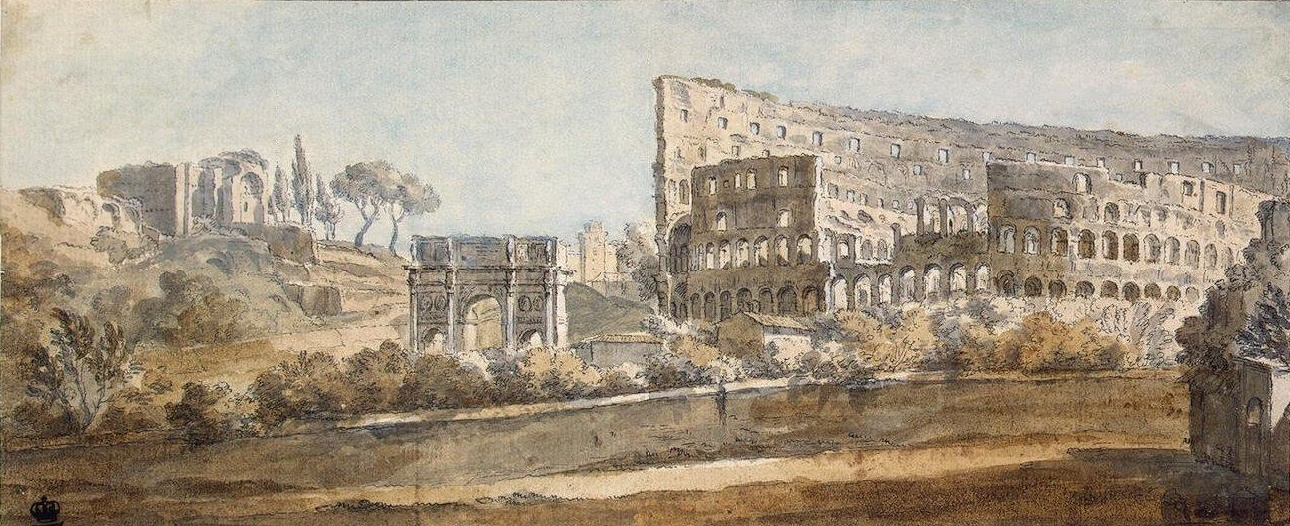
Uitzicht op het Colosseum (tussen 1750 en 1755)

- Bibsys: 90804092
- Biblioteca Nacional de España: XX889877
- Bibliothèque nationale de France: cb12242134p (data)
- Gemeinsame Normdatei: 118874233
- International Standard Name Identifier: 0000 0001 1757 6979
- KulturNav: f7517489-5469-49e2-a575-cb87906059d1
- Library of Congress Control Number: n84182749
- Base Léonore: LH//553/28
- Nationale Bibliotheek van Israël: 987007279909305171
- Nationale Bibliotheek van Polen: a0000002172480
- Nederlandse Thesaurus van Auteursnamen: 070401888
- RKD-Nederlands Instituut voor Kunstgeschiedenis: 17220
- LIBRIS: 182839
- Système universitaire de documentation: 031149626
- Union List of Artist Names: 500002063
- Virtual International Authority File: 34728790
- WorldCat: E39PBJycVc3QQJJbRyhKPG89jC